# Vysoká Srbská
Vysoká Srbská település Csehországban, Náchodi járásban. Vysoká Srbská Žďárky, Velké Petrovice, Bezděkov nad Metují, Machov, Hronov és Kudowa-Zdrój településekkel határos. Lakosainak száma 296 fő (2024. január 1.).

## Népesség
A település lakosságának változását az alábbi diagram mutatja:
| Lakosok száma | 769  | 864  | 634  | 430  | 291  | 260  | 269  | 279  | 296  | 296  |
|               | 1869 | 1890 | 1921 | 1950 | 1980 | 2001 | 2017 | 2019 | 2022 | 2024 |